# Takasaki
Takasaki (japonsky: 高崎市, Takasaki) je město nacházející se v prefektuře Gunma na ostrově Honšú v Japonsku. Žije zde okolo 371 tisíc obyvatel. Nachází se zde několik univerzit. Město má vlastní fothbalové družstvo Arte Takasaki. Je sesterským městem Plzně.

## Osobnosti
- Takeo Fukuda (1905 – 1995) – japonský premiér v letech 1976 – 1978
- Jasuo Fukuda (* 1936) – japonský premiér v letech 2007 – 2008
- Jutaka Higuči (* 1967) – japonský hudebník, člen skupiny Buck-Tick
- Kjosuke Himuro (* 1960) – japonský hudebník a zpěvák
- Jasuhiro Nakasone (1918 – 2019) – japonský politik a premiér v letech 1982 – 1987
- Bruno Taut (1880 – 1938) – německý architekt a urbanista, krátce zde pobýval